# Springuel

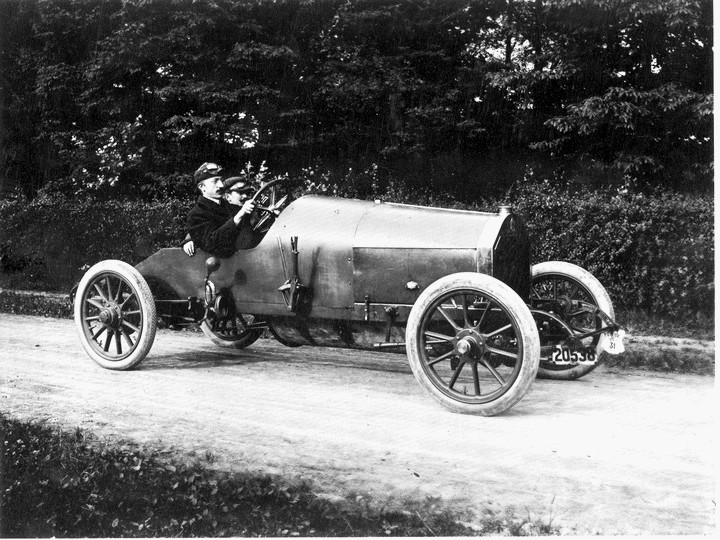
Springuel

Die Société Anonyme des Automobiles Springuel war ein belgischer Hersteller von Automobilen aus Huy.

## Unternehmensgeschichte
1902 begann Jules Springuel-Wilmotte mit dem Bau von Prototypen. Erst am 20. Juni 1907 gründete er die Société Anynome des Automobiles Springuel. Der Markenname lautete Springuel. 1911 oder 1912 kam es zur Zusammenarbeit mit Automobiles Imperia. Während des Ersten Weltkriegs ruhte die Produktion. Springuel wurde krank und konnte das Unternehmen nicht mehr leiten. Nach Kriegsende setzte Imperia die Herstellung der Springuel-Fahrzeuge fort. 1920 endete die Produktion.

## Fahrzeuge
Bis 1910 entstand das erste Serienmodell, der 24/30 CV, der von einem Vierzylindermotor mit 3770 cm³ Hubraum angetrieben wurde und unter anderem in der Karosserieform Doppelphaeton angeboten wurde. 1908 kamen die beiden Vierzylindermodelle 16 CV mit 3054 cm³ Hubraum und 28/35 CV mit 4589 cm³ Hubraum dazu. 1911 erschien das Modell 12 CV mit 2121 cm³ Hubraum. 1912 kam es zur Fusion mit dem Konkurrenten Imperia, und Jules Springuel-Wilmotte wurde Direktor bei Imperia. Fortan wurden die Modelle von Springuel als Springuel-Imperia vermarktet. Von 1913 bis zum Ausbruch des Ersten Weltkrieges bestand das Angebot aus den folgenden fünf Modellen:
- 12/14 CV, Vierzylindermotor, 2121 cm³ Hubraum
- 16/20 CV, Vierzylindermotor, 3054 cm³ Hubraum
- 18/24 CV, Vierzylindermotor, 3562 cm³ Hubraum, unter anderem mit viersitzigem Torpedo-Aufbau
- 20/24 CV, Vierzylindermotor, 3562 cm³ Hubraum
- 28/35 CV, Vierzylindermotor, 5026 cm³ Hubraum

Im Jahre 1920 wurden noch einige 18/24 CV aus vorhandenen Teilen montiert.